# Скупщина в Бораке
Скупщина в Бораке (серб. Скупштина у Борку) была собрана 15 августа 1805 года. На ней восставшими сербами было принято решение о создании Правительственного совета сербского, который брал на себя функции центральной власти на занятой повстанцами территории. 
После победы сербской армии в битве при Иванковаце Карагеоргий решил провести народное собрание (скупщину) в селе Борак 15 августа 1805 года. Главной задачей мероприятия было обсуждение организации власти на подконтрольных восставшим сербам территориях. После битвы интенсивность боевых операций несколько уменьшилась и это позволило собраться большому количеству людей. Всего, вместе со старейшинами, в собрании приняли участие более тысячи человек.
Главными темами, которые обсуждались на собрании, были сбор налогов, закупки военного снаряжения, выплаты военным отрядам, налаживание работы органов власти и судов, восстановление разрушенных церквей и монастырей, организация почтовой службы и т. д. 
Важным решением собрания было создание Правительственного совета сербского, который состоял из Председателя, секретаря и 12 членов. Совет брал на себя работу по организации власти, судебной системы, охраны порядка, а также занимался разработкой и публикацией законов и иных правовых актов. На собрании в Бораке был избран Председатель Совета, которым стал Матфей Ненадович, а также шесть членов. По предложению Карагеоргия, Совет разместился в монастыре Волявча в Рудничской нахии. Также было решено, что остальные шесть членов Совета из тех нахий, которые не были представлены на прошедшем собрании, будут избраны на местных собраниях.
Сербский юрист Александр Джурджев отмечал, что собрание в Бораке наряду с другими собраниями во время Первого сербского восстания представляло собой институт обычного права, который обладал революционным характером. 